# 잘주는누나들
"잘주는누나들"은 한국에서 제작된 천성준 감독의 2018년 로맨스 영화이다.

## 출연
- 윤재 - 모델 1 역
- 민정 - 모델 2 역